# Dicesar
Dicesar Ferreira dos Santos (Sertanópolis, 02 de janeiro de 1966), também conhecido como Dimmy Kieer, é um maquiador, drag queen e personalidade de televisão brasileiro. Tornou-se nacionalmente conhecido por suas participações nos realitys shows Big Brother Brasil 10 e A Grande Conquista 1, além de ter sido repórter do programa Eliana.

## Carreira
Dicesar Ferreira dos Santos nasceu em Sertanópolis, no interior do estado do Paraná, em 02 de janeiro de 1966, e foi criado em Londrina. Aos 22 anos, ganhou uma bolsa de estudos e foi morar em São Paulo em um pensionato. Trabalhou como vitrinista.

Começou a performar em 1989 no concurso “Côncavo e Convexo” da extinta boate Corintho. Na década de 1990, maquiou a Angélica na época em que era apresentadora do SBT. Ao mesmo tempo, fazia shows com músicas do Culture Club, sendo pioneira na Drag Music no Brasil. Suas músicas e álbuns chegaram a vender quase 30 mil cópias. Entre 2006 e 2010, era parte do elenco do musical "Segundas Acontece", no Café Concerto Uranus, em Campos Elíseos.
Dicesar é drag queen famosa lá na noite paulista. Dá entrevistas, lota casas de shows...
No início, montava-se só com roupas de brechó, até que conheceu Celso Werner que produziu figurinos inspirados em Thierry Mugler e em Linda Evangelista. Por anos, foi produzido por Fernando Pires; em 2000, conheceu Santo Emilio que produziu os figurinos de borboleta para as paradas gays até 2010. Em 2010, foi um dos selecionados para participar do reality Big Brother Brasil 10 (BBB10). Foi a primeira drag queen selecionada, mas não deixaram que ele se montasse durante o programa (nem que levasse nada da sua alter-ego). Apenas em uma festa com temática dos anos 1920, Dicesar recebeu vestido e peruca vermelhos, e um kit completo de maquiagem para se montar e performar como Dimmy Kieer. Ficou entre os 5 últimos a saírem da casa. Das oportunidades que surgiram por conta do programa, ele afirma:
| “         | Até 2017, o BBB me rendeu muito. Trabalhos, feira de maquiagem, tirei meu DRT [registro profissional] de ator, estou na terceira peça de teatro e viajei o Brasil e o mundo nos três anos que fiz o programa da Eliana. [...] Hoje eu tenho meu apartamento e ajudei minha mãe a comprar o dela. | ” |
| — Dicesar | |   |

No SBT, foi repórter do quadro Adogo do programa da Eliana por três anos, quando viajou para vários lugares do Brasil. Por outro lado, após o programa, muitos acharam que ele não precisava mais de dinheiro e, assim, Dicesar perdeu várias oportunidades de trabalho como maquiador. E após 2018, os cachês caros de maquiagem que haviam subido para R$5.000 voltaram a cair para R$1.000. Durante a pandemia de Covid-19, ficou sem emprego por 11 meses, quando foi auxiliado pela Associação da Parada do Orgulho LGBT de São Paulo. Conseguiu alguns trabalhos com Heitor Werneck e como vendedor em uma loja de moda masculina.
No mesmo período, ele também atuava em peças de stand-up. De 2017 até a pandemia, encenou a peça “Eu sou ela? Eu sou ele?”, no Teatro Paiol, contando sua própria história até o momento em que entrou no BBB. Também participou da peça "As filhas da mãe", no Teatro Bibi Ferreira, e escreveu e dirigiu "Elas São Loucas". Em 2020, por conta da pandemia, sentia-se muito sozinho em São Paulo, vendeu seu apartamento em São Paulo e comprou uma casa em um condomínio em Londrina. Passou a atuar com maquiagem e micropigmentação em Londrina. Para os trabalhos que era contratado em São Paulo, ficava em um  apartamento alugado. Em 2023, trabalhava como maquiador, drag queen e apresentador de podcast. Também era um dos apresentadores do programa Top Tudo, na rádio TOP FM. No mesmo ano, foi o primeiro participante drag queen de um programa de confinamento da emissora Record, de propriedade do bispo evangélico Edir Macedo.

## Reconhecimentos
- 2023 - participou do reality A Grande Conquista[15]
- 2020 - foi homenageado no enredo de Carnaval da Escola de Samba Vila Mathias, do Grupo Especial de Santos: “Sou vila, sou diversidade, vou contar Dicesar, que felicidade.... adóoogo”[2]
- 2015 - sua drag ganhou uma versão em formato de boneca, pelo artista plástico Marcus Baby[21]
- 2010 - capa da G Magazine com os gêmeos Dirceu e Diego[22][23][24]
- 2010 - participou do reality Big Brother Brasil 10 (BBB10)[2]

## Links externos
- Instagram
- Facebook
- Twitter
- TikTok pessoal